# 죽령터널 (철도)
죽령터널(竹嶺터널)은 구 중앙선에 위치한 길이 4,500m의 터널이다. 죽령역과 희방사역 사이에 있으며, 충청북도와 경상북도를 잇는 관문 역할을 하고 있다. 1940년 5월에 준공되어, 1942년 4월 1일에 중앙선이 완전히 개통되었을 때 처음으로 열차가 다니기 시작했다. 개통 당시 태백선의 정암터널이 완공되기 이전에는 대한민국의 철도 중에서 가장 긴 터널이었다. 2020년 12월 17일, 중앙선 복선전철화에 따라 신 죽령터널로 이설되면서 운행이 중지되었고 2024년 소백산국립공원 측에서 전차선과 선로를 제거하고 터널을 폐쇄하였다.

## 같이 보기
- 죽령
- 죽령역
- 희방사역
- 죽령터널 열차 사고